# 汪涵 (政治人物)
汪涵（1864年—20世纪?），字星南，江苏宝应县人，寄籍山东历城。清朝及中华民国政治人物。

## 生平
汪涵是清朝三品衔分省补用知府。历充山东东字各军营务处及先锋队营务处总办，淮军左路营务处兼清乡局提调，山东抚标亲军马步各营统领。
中华民国成立后，他充京畿军政执法处提调，山东釐金局总办，长江巡阅使参赞，政治会议秘书，约法会议议员，获四等嘉禾章。 后来他曾任山东烟酒公卖局局长。